# Praon pisiaphis
Praon pisiaphis är en stekelart som beskrevs av Chou och Qiao Ping Xiang 1982. Praon pisiaphis ingår i släktet Praon och familjen bracksteklar. Inga underarter finns listade i Catalogue of Life.